# Maçaxı
Maçaxı è un comune dell'Azerbaigian situato nel distretto di İsmayıllı. Conta una popolazione di 136 abitanti.